# Riccardo Milani
Riccardo Milani (Roma, 15 d'abril de 1958) és un guionista i director de cinema italià.

## Biografia
Va començar com a ajudant de direcció de Nanni Moretti, Mario Monicelli i Daniele Luchetti, va debutar com a director el 1997 amb el llargmetratge Auguri professore seguit el 1999 per La guerra degli Antò. Per a televisió, a més d'haver rodat molts anuncis (famosos l'any 2000 amb Marcello Cesena els anuncis de Telecom protagonitzat per Daniele Luttazzi), va ser el director de la sèrie de televisió La omicidi i Il sequestro Soffiantini. Torna al cinema el 2003 amb la pel·lícula Il posto dell'anima, de la qual també va ser guionista.
El 2007 va dirigir la pel·lícula Piano, solo, amb un repartiment que inclou entre d'altres Kim Rossi Stuart, Jasmine Trinca, Michele Placido i Paola Cortellesi, la seva actual dona. El 2008, Rebecca, la prima moglie, amb Alessio Boni, Cristiana Capotondi i Mariangela Melato. El 2011, la minisèrie en dues parts Atelier Fontana - Le sorelle della moda dirigida per ell, amb Alessandra Mastronardi, Anna Valle i Federica De Cola es va emetre a Rai 1. L'any 2015 va signar la direcció de la nova ficció. È arrivata la felicità per als 4 primers capítols, posteriorment la direcció es va encarregar a Francesco Vicario..
A la 18a edició de la Festa del Cinema di Roma, a l'apartat "projeccions especials", presenta un documental dedicat a Giorgio Gaber Io, noi e Gaber; serà als cinemes, com a esdeveniment especial, els dies 6, 7 i 8 de novembre.

## Vida privada
L'1 d'octubre de 2011, després de nou anys de compromís, es va casar amb l'actriu Paola Cortellesi, a qui va conèixer al plató de Il posto dell'anima. La parella té una filla, Laura, nascuda el 24 de gener de 2013. Del seu anterior matrimoni va tenir dues filles més: Chiara i Alice.

## Filmografia

### Cinema
- Auguri professore (1997)
- La guerra degli Antò (1999)
- Il posto dell'anima (2003)
- Piano, solo (2007)
- Benvenuto Presidente! (2013)
- Scusate se esisto! (2014)
- Mamma o papà? (2017)
- Come un gatto in tangenziale (2017)
- Ma cosa ci dice il cervello (2019)
- Come un gatto in tangenziale - Ritorno a Coccia di Morto (2021)
- Corro da te (2022)
- Nel nostro cielo un rombo di tuono – documental (2022)
- Grazie ragazzi (2023)
- Io, noi e Gaber – documental (2023)
- Un mondo a parte (2024)

### Televisió
- Il sequestro Soffiantini – minisèrie TV (2002)
- La omicidi – sèrie TV (2004)
- Cefalonia – minisèrie TV (2005)
- Assunta Spina – minisèrie TV (2006)
- Rebecca, la prima moglie – minisèrie TV (2008)
- Tutti pazzi per amore – sèrie TV (2008)
- Tutti pazzi per amore 2 – sèrie TV (2010)
- Atelier Fontana - Le sorelle della moda – minisèrie TV (2011)
- Una grande famiglia – sèrie TV (2012-2015)
- Volare - La grande storia di Domenico Modugno – minisèrie TV (2013)
- È arrivata la felicità – sèrie TV (2015)
- Di padre in figlia  – minisèrie TV (2017)

## Reconeixements
- David di Donatello
  - 1998 - Candidatura al milor director novell per Auguri professore
  - 2008 - Candidatura al David Jove per Piano, solo
  - 2022 - Candidatura al David Jove per Come un gatto in tangenziale - Ritorno a Coccia di Morto
  - 2023 - Candidatura al David Jove per Corro da te
  - 2024 - Candidatura al millor documental per Io, noi e Gaber
- Nastro d'argento
  - 2004 - Candidatura al millor argument per Il posto dell'anima
  - 2013 - Candidatura a la millor commedia per Bentornato Presidente
  - 2018 - millor comèdia per Come un gatto in tangenziale
  - 2022 - millor comèdia per Come un gatto in tangenziale - Ritorno a Coccia di Morto
  - 2022 - millor comèdia per Corro da te
  - 2023 - Candidatura a la millor comèdia per Grazie ragazzi
  - 2023 – Premi especial al millor documental en la categoria “Il Grande Calcio – Gli Eroi dello Sport” per Nel nostro cielo un rombo di tuono
  - 2024 - millor pel·lícula de comèdia per Un mondo a parte
  - 2024 - millor documental "cinema, spettacolo, cultura" per Io, noi e Gaber
- Ciak d'oro
  - 2024[8] - Candidatura millor director per Un mondo a parte